# Mrđanovci (Kupres RS, BiH)
Mrđanovci su naseljeno mjesto u općini Kupres (RS), Republika Srpska, BiH.

## Povijest
Do potpisivanja Daytonskog mirovnog sporazuma bilo je dio istoimenog naseljenog mjesta u sastavu općine Kupres koja je ušla u sastav Federacije BiH.

## Stanovništvo
Nacionalni sastav stanovništva 2013. godine, bio je sljedeći:
ukupno: 84
- Srbi - 84

## Vanjske poveznice
- maplandia.com: Mrđanovci